# Luchthaven Leipzig/Halle
Luchthaven Leipzig/Halle (IATA: LEJ, ICAO: EDDP)  (Duits: Flughafen Leipzig/Halle) is een internationaal vliegveld nabij Schkeuditz, gelegen tussen Leipzig en Halle in het oosten van Duitsland. Het is in passagiersaantallen de 14e en in vrachtvolume de 2e luchthaven van Duitsland.

## Geschiedenis
De luchthaven is in 1927 geopend. Van 1949 tot 1990 lag de luchthaven in de DDR en tot 1995 was de ICAO-code ETLS. In 2008 verplaatst DHL de Europese luchtvrachthub van Brussel naar Leipzig met als gevolg een grote toename van het aantal (vracht)vliegbewegingen.

## Faciliteiten
Er zijn twee start- en landingsbanen die gescheiden worden door de snelweg A14. Over de snelweg zijn twee viaducten aanwezig waarover de vliegtuigen kunnen taxiën om de noordelijke baan te kunnen bereiken. Tussen de twee banen is tevens de passagiersterminal gelegen. Aan de zuidzijde is de vrachtterminal en beschikt DHL over een uitgebreid sorteercentrum en onderhoudsfaciliteiten. Verder is hier een spooraansluiting voor vracht en aanvoer van brandstof.

## Bereikbaarheid
Vlak bij de luchthaven ligt de Schkeuditzer Kreuz waar de snelwegen A9 van Berlijn naar München en A14 van Maagdenburg naar Dresden op elkaar aansluiten. De luchthaven heeft een directe afrit aan de A14.
Tevens beschikt de luchthaven over een eigen station, station Flughafen Leipzig/Halle. Hier stoppen de ICE (Keulen-Dresden), intercity's en de S-Bahn.
Verder zijn er diverse busverbindingen.

## Bestemmingen en gebruikers
Het is de hub voor DHL Aviation en AeroLogic.